# Марио Ледезма
Марио Ледезма (енгл. Mario Ledesma; 17. мај 1973) бивши је аргентински рагбиста, који тренутно ради као рагби тренер. Потекао је из спортске фамилије, његов млађи брат Педро Ледезма је такође професионалан рагбиста. Висок 183 цм, тежак 110 кг, у професионалној каријери играо је за РК Нарбон (41 утакмица, 10 поена), Олимпик Кастр (39 утакмица, 5 поена) и Клермон (рагби јунион) (179 утакмица, 75 поена). За репрезентацију Аргентине је дебитовао 1996. против Уругваја. Својевремено је био је један од најбољих талонера на свету, због своје мобилности, радне етике и прецизног бацања лопте у ауту. Играо је на 4 светска првенства (1999, 2003, 2007 и 2011). Са репрезентацијом Аргентине је остварио највећи успех 2007. на светском првенству, када је Аргентина освојила бронзану медаљу. Са Клермоном је освојио челинџ куп 2007. и титулу првака Француске 2010. По завршетку играчке каријере, почео је да ради као тренер. Био је тренер скрама у Стад Франсу и Монпељеу, а од 2015. помоћни је тренер Варатаса и тренер скрама Аустралије. За репрезентацију Аргентине одиграо је 84 тест мечева и постигао 15 поена.